# Deschampsia airiformis
Deschampsia airiformis är en gräsart som först beskrevs av Ernst Gottlieb von Steudel och fick sitt nu gällande namn av George Bentham, Joseph Dalton Hooker och Benjamin Daydon Jackson.
Deschampsia airiformis ingår i släktet tåtlar och familjen gräs. Inga underarter finns listade i Catalogue of Life.